# 芙莉歐莎指揮官
芙利欧莎指挥官（英語：Imperator Furiosa）是2015年电影《疯狂的麦克斯：狂暴之路》的女主角。她是不死老乔的手下，为了解救老乔的五个妻妾而背叛老乔。指挥官在旅途中遇到麦克斯·洛克坦斯基，尽管最初抱有敌意，两人还是成为盟友联手将五个妻妾带到安全之地——绿洲。

## 装备
费罗莎的左臂是机械造的。原先电影并没有解释费罗莎失去手臂的事件和环境。然而在采访中查理兹·塞隆透露，费罗莎原本是指挥官的妻子，但不能生育：“（乔治·米勒和我）谈到了背景故事，谈论她最终是怎样失去手臂的，谈论她是被遗弃的。她不能生孩子，这都是她的优点。她从这个绿色的地方中逃走，她也想回去。但她为了某件事被嵌入（城堡），当她没能实现那件事时，她就会被遗弃——但不是死。而是......她与战争的幼崽躲进機械的世界中，他们几乎忘记她是一个女人，因为她像他们那样长大。”這些細節，後來成為2024年上映的《芙莉歐莎：瘋狂麥斯傳奇篇章》的主要劇情。
费罗莎所驾驶的大马力凶悍卡车“武裝運輸車”是她的主要载具，她、麦克斯与五名妻妾企图逃离不死老乔，前往绿地。她还手持一把手枪和一把SKS步枪，她精通步枪，在射击方面甚至比麦克斯要厉害。

## 性格
费罗莎是一个意志坚强、讲道义的领导者，不考虑自己的安全、不计报酬地从不死老乔那儿拯救五个妻妾。她希望把她们带到绿地，但她发现根本没有绿地时，她几乎放弃希望。她与麦克斯的关系激励她回到城堡，杀害不死老乔，让五个妻妾有个避风港，以此作了结。
费罗莎被誉为正派的女权主义动作片英雄。《纽约邮报》的凯尔·史密斯（Kyle Smith）称《狂怒之路》真正的主角是费罗莎，而非麦克斯，她比哈迪的角色更聪明、更具适应力：“塞隆的角色很艰难，但她主要是一名车手，而不是一位武术冠军。在一个场景中，麦克斯试图拿出加装大型机枪的巡航者，她证明这是一个好机会，但原因在于她用上她的铁头功：麦克斯犯了尝试用这把用不了的武器开枪的错误，但费罗莎巧妙地借用麦克斯的肩膀作为稳定机枪的三脚架。电影并不假设费罗莎有着与麦克斯和战童一样的肌肉力量。但她就是狡猾和机智。”
布伦特·沃尔特·克莱因（Brent Walter Cline）则认为，费罗莎的个性和特征方面被忽略，但这跟她那有缺陷的女权主义同样重要：“费罗莎应该是去杀不死老乔之人是合适的，因为米勒希望做一部‘女权主义动作片’。这也合乎情理。但是，影片应告诉我们关于缺陷的故事。不死老乔的死就用特殊的手法讲出来了。费罗莎用她的金属手臂勾住她的呼吸面罩，然后自愿地脱掉她的假肢，这撕去的不仅是不死老乔的面具，还是他的颜面。对于他而言，这些东西是不能离身的。费罗莎能揭示出她的障碍，但不死老乔永远不可能，东西的去除从字面上暗喻他的统治结束。”

## 评价
费罗莎這個角色廣受影評人好評。《纽约时报》的A·O·斯科特（A.O. Scott）和马诺拉·达吉斯（Manohla Dargis）表示：“《疯狂的麦克斯》在美国目前已赚到近1.5亿美元，几乎一致的让人着迷，它属于名义的英雄多过费罗莎指挥官，查理兹·塞隆所饰演的这位钢铁般的复仇者。她的任务是解放被大魔头奴役的『妻妾们』，她从头发花白的妻子摩托车乐队处获得至关重要的援助。”
《芝加哥太陽報》的理察·羅珀写道，“麦克斯经常给塞隆扮演的费罗莎指挥官留一个乘客座位，这可是一名女性在操控车子。”《奥斯汀记事报》的马克·萨沃洛夫（Marc Savlov）则写道，“生命超过名字涵义的费罗莎是《狂怒之路》的心脏和灵魂——好吧，毕竟有那些噩梦般的大马力移动杀人机器，这位未来的女权主义者——或叫她人文主义者，抢尽了所有的风头。”《波士顿环球报》的泰·伯尔（Ty Burr）声称，“花大约一个半小时沉浸在《疯狂的麦克斯：狂暴之路》中，你可能会意识到，开头是麦克斯跟查理兹·塞隆拉伸强度所饰演的热血女战士费罗莎分享英雄的职责，芙莉欧莎实际上可能是这部惊人的情感共鸣电影的核心人物。完全能够同时向往她在孩子时被绑架到的“绿地”，配备一个蜘蛛状机械手臂，是米勒向经典反乌托邦电影《大都会》的致敬，费罗莎是电影的灵魂和顶梁柱。”
《纽约时报》的劳·路门尼克（Lou Lumenick）评论塞隆的表演和费罗莎的性格：“这个壮观的伟大重制令人惊叹，但不是由出色的哈迪所拥有的，而是查理兹·塞隆。塞隆如果收获她的第三个奥斯卡奖提名（她曾因电影《女魔头》赢得最佳女主角）我也不会感到惊讶，她扮演费罗莎指挥官的工作令人眼花缭乱。这位聪明、可怕、一只手臂的流亡士兵，决心在麦克斯起初不情愿的帮助下，把五名走私的妇女装进一辆运油卡车，给她们的自由。”《滾石》雜誌的彼得·崔維斯表示，“哈迪和塞隆组成一支爆炸性的团队，但这是塞隆的秀。她是融合了勇气和重力的耸人听闻的表演里头的倒戈一击，成为影片伤痕累累的心脏和灵魂。”《夏洛特观察报》的劳伦斯·托普曼（Lawrence Toppman）表示同意，表示在她的角色中，“塞隆脱颖而出”。
今日美国的克劳迪娅·普格（Claudia Puig）宣称塞隆饰演的费罗莎是“自《异形2》中的西格妮·韦弗以来最优秀的女性动作英雄”，并补充道，这位女演员所扮演的“聪明、有决心、光头的费罗莎引人入胜。她赋予该角色韧性、温柔和庄严的迷人融汇，我们在电影的结尾处第三次认识到她的悲惨背景故事。

## 起源電影
2021年4月，宣布《疯狂的麦克斯：狂暴之路》的衍生電影《芙莉歐莎》準備在澳洲新南威爾斯州拍攝，由安雅·泰勒-喬伊和克里斯·漢斯沃主演，並由乔治·米勒执導。